# Michelbach-le-Bas
 Michelbach-le-Bas  (en alsacià Needermíchelbàch) és un municipi francès, situat a la regió del Gran Est, al departament de l'Alt Rin. L'any 2006 tenia 719 habitants.

## Demografia
| 1962 | 1968 | 1975 | 1982 | 1990 | 1999 |
| ---- | ---- | ---- | ---- | ---- | ---- |
| 251  | 285  | 403  | 583  | 627  | 724  |

## Administració
| Període   | Identitat        | Partit |
| --------- | ---------------- | ------ |
| 1977-2008 | Frédéric Striby  | DVD    |
| 2008-     | Denise Wohlfarth | DVD    |